# 1100
| [ Edytuj tabelę ]          |                                                                                                 |
| Książę Polski              | - 1079 Władysław I Herman 1102                                                                  |
| Król Angkoru               | - 1080 Dżajawarman VI 1107                                                                      |
| Król Anglii                | - 1087 Wilhelm II Rudy 1100 - 1100 Henryk I 1135                                                |
| Król Aragonii i Nawarry    | - 1094 Piotr I Aragoński 1101                                                                   |
| Hrabia Barcelony           | - 1082 Rajmund Berengar III Wielki 1131                                                         |
| Książę Bawarii             | - 1096 Welf I 1101                                                                              |
| Książę Burgundii           | - 1079 Odo I 1102                                                                               |
| Cesarz Bizancjum           | - 1081 Aleksy I Komnen 1118                                                                     |
| Cesarz Chin                | - 1085 Song Zhezong 1100 - 1100 Song Huizong 1125                                               |
| Książę Czech               | - 1092 Brzetysław II 1100                                                                       |
| Król Danii                 | - 1095 Eryk Dobry 1103                                                                          |
| Władca Egiptu              | - 1094 Al-Musta’li 1101                                                                         |
| Król Francji               | - 1060 Filip I 1108                                                                             |
| Król Gruzji                | - 1089 Dawid IV Budowniczy 1125                                                                 |
| Hrabia Holandii            | - 1091 Floris II Gruby 1121                                                                     |
| Cesarz Japonii             | - 1086 Horikawa 1107                                                                            |
| Kalif                      | - 1094 Al-Mustazhir 1118                                                                        |
| Król Kastylii              | - 1072 Alfons VI 1109                                                                           |
| Wielki książę Kijowa       | - 1093 Światopełk II Michał 1113                                                                |
| Patriarcha Konstantynopola | - 1084 Mikołaj III Gramatyk 1111                                                                |
| Władca Korei               | - 1095 Sukjong 1105                                                                             |
| Władca Maroka              | - 1070 Jusuf ibn Taszfin 1106                                                                   |
| Król Norwegii              | - 1093 Magnus III Bosy 1103                                                                     |
| Książę Obodrzyców          | - 1093 Henryk Gotszalkowic 1127                                                                 |
| Hrabia Palatynatu          | - 1095 Zygfryd z Ballenstadt 1113                                                               |
| Papież                     | - 1084 Klemens III (antypapież) 1100 - 1099 Paschalis II 1118 - 1100 Teodoryk (antypapież) 1101 |
| Hrabia Portugalii          | - 1093 Henryk Burgundzki 1112                                                                   |
| Sułtan Rumu                | - 1092 Kilidż Arslan I 1107                                                                     |
| Cesarz rzymski (niemiecki) | - 1084 Henryk IV 1105                                                                           |
| Książę Saksonii            | - 1072 Magnus 1106                                                                              |
| Sułtan Seldżuków           | - 1092 Barkijaruk 1104                                                                          |
| Król Szkocji               | - 1097 Edgar 1107                                                                               |
| Król Szwecji               | - 1083 Inge I Starszy 1110                                                                      |
| Doża Wenecji               | - 1096 Vitale I Michiel 1102                                                                    |
| Król Węgier                | - 1095 Koloman Uczony 1116                                                                      |

Rok 1100 / MC
stulecia: X wiek ~
XI wiek ~
XII wiek

lata: 1090 «
1095 «
1096 «
1097 «
1098 «
1099 «
1100
» 1101
» 1102
» 1103
» 1104
» 1105
» 1110

## Wydarzenia w Polsce
- Wygnanie Sieciecha z Polski.

## Wydarzenia na świecie
- 3 sierpnia – Henryk I został królem Anglii.
- 5 sierpnia – Henryk I został koronowany na króla Anglii.
- 8 września – dokonano wyboru antypapieża Teodoryka.
- 25 grudnia – Baldwin I został koronowany na pierwszego króla Jerozolimy.
- Pierwsza wzmianka o Cyganach w Europie.
- Bitwa pod Melitene

## Urodzili się
- Bổn Tịnh, wietnamski mistrz thiền ze szkoły vô ngôn thông (zm. 1176)
- Nicholas Breakspear, później jako papież Hadrian IV (zm. 1159)

## Zmarli
- 23 lutego – Zhezong, cesarz Chin z dynastii Song (ur. 1077)
- 18 lipca – Gotfryd z Bouillon, jeden z przywódców I wyprawy krzyżowej, pierwszy władca Królestwa Jerozolimskiego (ur. ok. 1058)
- 23 lipca – Garnier z Gray, hrabia burgundzki, krzyżowiec (ur. ?)
- 2 sierpnia – Wilhelm II Rudy, król Anglii (ur. ok. 1056)
- 8 września − Klemens III (właśc. Wilbert z Rawenny) (ur. ok. 1025)
- 22 grudnia − Brzetysław II, książę Czech z dynastii Przemyślidów (ur. ok. 1060)

- data dzienna nieznana: 
  - Wilhelm IV z Montferratu, margrabia Montferratu od 1084 (ur. ?)
  - Naropa, indyjski mistyk i mnich buddyjski (ur. 1016)
  - Huitang Zuxin, chiński mistrz chan z frakcji huanglong szkoły linji (ur. 1024)